# 22757 Klimcak
22757 Klimcak è un asteroide della fascia principale. Scoperto nel 1998, presenta un'orbita caratterizzata da un semiasse maggiore pari a 2,8965353 UA e da un'eccentricità di 0,0714875, inclinata di 3,18234° rispetto all'eclittica.